# Крип'якевич-Цегельська Олександра Артемівна
Олександра Артемівна Крип'якевич-Цегельська (нар. 27 травня 1944, Стрий) — українська художниця декоративного текстилю, громадська діячка; член Спілки художників України з 1987 року. Дочка греко-католицького священника Артемія Цегельського, дружина матеріалознавця Романа Крип'якевича з 1967 року. Тітка політика Олега Тягнибока.

## Біографія
Народилася 27 травня 1944 року в родині греко-католицького священника в місті Стрий Дрогобицької області (нині Львівська область), яке на той час перебувало під німецькою окупацією та входило до складу дистрикту Галичина Генеральної губернії. 1946 року її сім'ю було заслано в Сибір, де дівчинка й провела дитинство. 1956 року разом із сім'єю оселилась у Львові. 1961 року поступила до Львівського інституту прикладного і декоративного мистецтва, де навчалася спершу на відділі художньої кераміки, згодом перевелася на відділ ткацтва. Її викладачами були Карло Звіринський та Роман Сельський. Одночасно з 1964 року до закінчення навчання у 1967 році, працювала в інституті. Брала участь у всеукраїнських, всесоюзних та міжнарних мистецьких виставках з 1962 року. З 1970 по 1977 роки викладала у Львівській дитячій художній школі, а з 1979 по 1994 роки працювала на Львівському художньо-виробничому комбінаті.

## Громадська діяльність
У 1970–1980-х роках у домі Олександри Артемівни видавали й переховували нелегалну літературу, зустрічалися дисиденти та політв'язні.
З 1980-х років брала активну участь у боротьбі за відродження Української греко-католицької церкви. Була членом 1-ї делегації до Риму на зустріч з кардиналом Мирославом-Іваном Любачівським і папою Іваном-Павлом II.
Була в числі організаторів 1-го з'їзду Руху у Львові, учасниця з'їзду Руху в Києві. З 1991 року — голова організації «Українська молодь — Христові». 1992 року стала співзасновницею часопису «Вірую» та в 1997 році Доброчинного фонду святого Володимира.

## Творчість
Авторка сюжетно-тематичних килимів, театральних завіс, декорацій, сценічних костюмів, оздоблення інтер'єрів. Серед робіт гобелени:
- «Гуцульське весілля» (1966);
- «Захар Беркут» (1966);
- «Пісня миру» (1967);
- «350-років Києво-Могилянській академії» (1970);
- «Лісова пісня» (1970);
- «Юні космонавти» (1971);
- «Вертеп» (1971);
- «350 років Києво-Могилянській академії» (1971);
- «Лісова пісня» (1972);
- «Місто князя Лева» (1974);
- «Коріння» (1977);
- «Вершники (Стара фотографія)» (1979);
- «Вершники» (1980-ті);
- «Таємниця вічності» (1982);
- «Свічка» (1990-ті);
- «Пробудження» (1990-ті, у співавторстві; Тернопільський краєзнавчий музей);
- «Івана Купала на Волині» (1990-ті, у співавторстві; Музей Лесі Українки у селі Колодяжному);
- «Дух, наука, думка, воля» (1990-ті, триптих, у співавторстві; Львівський національний літературно-меморіальний музей Івана Франка).

Деякі роботи художниці зберігаються у Львівському музеї етнографії та художнього промислу.